# Salvadori's wever
De Salvadori's wever (Ploceus dichrocephalus) is een zangvogel uit de familie Ploceidae (wevers en verwanten).

## Verspreiding en leefgebied
Deze soort komt voor in zuidoostelijk Ethiopië, zuidelijk Somalië en noordoostelijk Kenia.